# Karl Voretzsch
Karl Voretzsch (* 17. April 1867 in Altenburg; † 15. Januar 1947 in Naumburg) war ein deutscher Romanist.

## Leben und Werk
Voretzsch machte 1886 Abitur in Altenburg und studierte nach einjährigem Wehrdienst an den Universitäten Tübingen (bei Wilhelm Ludwig Holland), Freiburg (bei Fritz Neumann) und Halle (bei Hermann Suchier). Er promovierte 1890 in Halle mit Der Reinhart Fuchs Heinrichs des Glichezare und der Roman de Renart (in: Zeitschrift für romanische Philologie 15, 1890, S. 124–182) und habilitierte sich daselbst 1891 mit der Arbeit Über die Sage von Ogier dem Dänen und die Entstehung der Chevalerie Ogier : ein Beitrag zur Entwicklung des altfranzösischen Heldenepos (Halle 1891). Von 1892 bis 1909 war er als Nachfolger von Holland Professor für romanische Philologie in Tübingen (seit 1903 als Ordinarius), von 1909 bis 1913 als Nachfolger von Gustav Körting in Kiel und von 1913 bis 1935 als Nachfolger von Suchier in Halle. Er war Ehrenmitglied der Philologischen Verbindung Franconia Halle (später Corps Franconia Halle im RSC) sowie seit 1903 der ATV Arminia zu Tübingen im ATB.
Von 1914 bis 1917 war er Oberleutnant im Heer und wurde vielfach ausgezeichnet. Voretzsch war Mitglied im Alldeutschen Verband, in der DNVP und war Mitbegründer des Stahlhelm, Bund der Frontsoldaten. Nach 1933 war er Mitglied verschiedener NS-Organisationen.
Im Jahr 1942 erhielt er die Goethe-Medaille für Kunst und Wissenschaft.
Als Emeritus lehrte Voretzsch mit Unterbrechungen weiter, namentlich 1945 und 1946, nach dem Tod seines Nachfolgers Werner Mulertt im Dezember 1944.

## Weitere Werke
- Die Composition des Huon von Bordeaux, nebst kritischen Bemerkungen über Begriff und Bedeutung der Sage, Halle a.S. 1900
- Einführung in die altfranzösische Sprache, Halle a.S. 1901
- Einführung in das Studium der altfranzösischen Literatur im Anschluss an die Einführung in das Studium der altfranzösischen Sprache, Halle 1905
- Altfranzösisches Lesebuch zur Erläuterung der altfranzösischen Literaturgeschichte, Halle 1921
- Lyrische Auswahl aus der Felibredichtung I. Texte. II. Wörterbuch provençalisch - französisch - deutsch, nebst einem Anhang über die Mundarten, Halle 1934, 1936